# Groupe Bernard Hayot
Pour les articles homonymes, voir GBH.
Le Groupe Bernard Hayot, dont le sigle est GBH, est un groupe français d'entreprises, fondé par Bernard Hayot en 1960. Son siège social se trouve au Lamentin, en Martinique.
Présent aux Antilles françaises, en Nouvelle-Calédonie, en Guyane française, à La Réunion et à Mayotte, c'est le principal acteur du commerce entre la France métropolitaine et la France d'outre-mer. Il exerce aussi ses activités à l'international : Caraïbes, Océan Indien, Afrique et Chine.
GBH est actif dans la grande distribution, l'alcool, l'agriculture, l'industrie et l'automobile. Il possède notamment les franchises Carrefour, Yves Rocher, La Brioche Dorée, Mr.Bricolage, Décathlon et les concessions Renault, Dacia, Hyundai, et Nissan. Via sa filiale Spiribam, il détient les rhums Clément et J.M.
Ayant refusé de publier ses comptes jusqu'en janvier 2025, le groupe GBH est régulièrement ciblé lors de manifestations contre la vie chère, notamment celles de Martinique en octobre 2024.

## Historique
Le Groupe Bernard Hayot a été fondé en 1960 par Bernard Hayot. Né le 18 octobre 1934 en Martinique, ce dernier est issu d'une famille békée qui descend des premiers colons installés en Martinique depuis le XVIIe siècle, et dont la prospérité initiale repose sur « l'exploitation de « l’or blanc » (le sucre) par l’esclavage ». Cette filiation est souvent rappelée par les médias,, et critiquée par les militants syndicalistes et anticapitalistes,.  
Le groupe commence ses activités avec élevage avicole: les Poulets Bamy. Il se diversifie très tôt dans le rechapage de pneu en 1965, le commerce de gros en 1967, le BTP en 1967, l'expansion géographique (Guadeloupe en 1968), et l'entrée dans des secteurs majeurs (grande distribution avec Monoprix en Martinique en 1981, distribution automobile avec Renault Martinique en 1988. 
En 1986, Bernard Hayot rachète l'Habitation Clément, plantation produisant du rhum. Il y accueille en 1991 la rencontre entre George H. W. Bush et François Mitterrand,. En 2007, Bernard Hayot installe dans l'ancienne cuverie un centre dédié à l'art contemporain. L'endroit, qui accueille aussi un musée, est un lieu de tourisme culturel. 
En juillet 2019, le groupe Casino annonce la vente de sa filiale Vindémia, présente à la Réunion, sur l'île Maurice, à Mayotte et à Madagascar, pour 219 millions d'euros au groupe Bernard Hayot, franchisé à la Réunion du groupe Carrefour. Ce dernier s'engage à vendre 4 hypermarchés, ayant 700 employés sur les 4 700 que compte le groupe Vindémia.
En juillet 2021, le groupe acquiert le liquoriste bourguignon Joseph Cartron,.
En février 2023, GBH rachète Mangrove, un distributeur de spiritueux britannique.

## Activités
GBH exerce ses activités autour de plusieurs pôles : grande distribution (48 % du chiffre d’affaires, estimé à 3 milliards d'euros en 2018), distribution automobile (42 % du chiffre d’affaires) et activités industrielles diverses (10 % du chiffre d’affaires), notamment la production de yaourts sous la marque Danone à La Réunion et la production et l’exportation de rhums (rhum Clément et rhum J.M. en Martinique, Saint Lucia Distillers à Sainte-Lucie). Les principales enseignes de GBH dans la distribution sont Carrefour, Mr.Bricolage, Decathlon. En 2019, le groupe compte 11 000 salariés et est présent dans les Caraïbes (Martinique, Guadeloupe, Guyane, Cuba, Sainte-Lucie, République dominicaine, Trinité-et-Tobago), l’océan Indien (La Réunion, Maurice, Mayotte, Madagascar), en France métropolitaine, en Afrique (Maroc, Algérie, Ghana, Côte d’Ivoire), en Chine, et en Nouvelle-Calédonie,.
En Martinique, le groupe détient (liste non exhaustive) : les hypermarchés Carrefour (et ex-Euromarché), les magasins Yves Rocher, Mr.Bricolage, Renault, Decathlon. C’est aussi un grossiste et un importateur majeur pour ses magasins et leurs concurrents. En 2010, GBH y emploie 1 600 salariés et son chiffre d’affaires atteint 400 millions d'euros. Le groupe est le premier employeur privé de l'île.
Avec sa structure verticale, depuis le grossiste jusqu’au distributeur, GBH maîtrise, de fait, l'ensemble de la chaîne d'approvisionnement des produits dont il a le monopole et favorise ses propres magasins au détriment de la concurrence. C'est le leader de la distribution aux Antilles françaises,, et le groupe le plus puissant d'outre-mer.
En 2023, le chiffre d'affaires du groupe s'élève à près de 5 milliards d'euros (en hausse de 8 % par rapport à 2022), avec 15 % réalisés en Martinique, et un résultat net de 228 millions d'euros, soit 4,6 % du chiffre d'affaires et un bénéfice de 227,4 millions d'euros (en hausse de 11 %).

## Fortune
Au classement de la revue Challenges de 2021, avec un patrimoine de 250 millions d’euros, le groupe (détenu par « Bernard Hayot et sa famille ») est classée 13e fortune automobile de France et 397e fortune mondiale , perdant « 122 places dans le classement après une année perturbée par la Covid ». Autrefois considéré comme le Martiniquais le plus riche, il est détrôné dans les années 2020 par Thierry Déau, fondateur et président directeur général du fonds d'investissement en infrastructures Meridiam[réf. nécessaire].

## Mises en cause

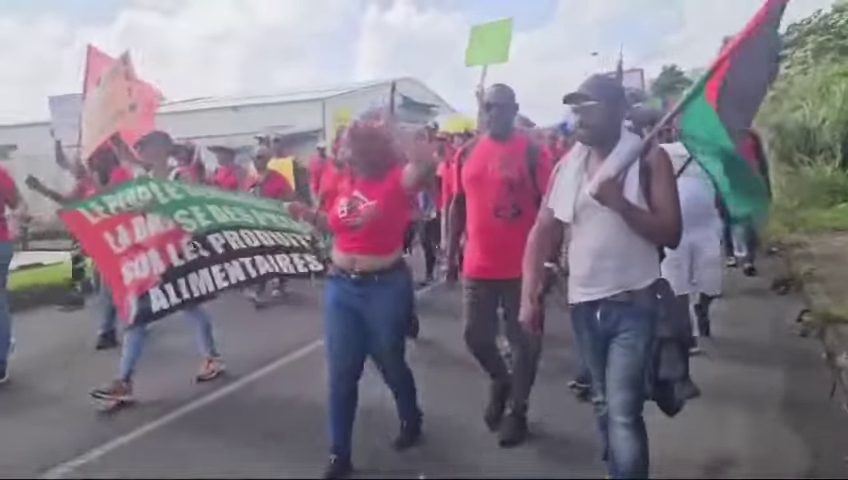
Manifestations contre la vie chère en 2024 en Martinique qui cause des blessures pour 30 forces de l'ordre et la mort de 3 civils.

Principal intermédiaire du commerce entre l’Hexagone et la France d'outre-mer, le Groupe Bernard Hayot est directement mis en cause dans le coût de la vie chère en outre-mer, la « profitation » depuis les années 2000,,, ainsi que pour la connivence politique tant de gauche que de droite envers la direction du groupe,. En 2009, le journal l'Humanité faisant un lien direct entre le capital de départ du Groupe et l’héritage familial du fondateur.
Une étude pour l’Observatoire des prix, des marges et des revenus de la Réunion pointe fin 2022 la forte concentration du marché qui résulte des rachats successifs par GBH et rend la situation préjudiciable aux intérêts des consommateurs, notamment à travers des prix excessifs résultant de marges consubstantielles. Le constat est le même pour les Antilles dont la Martinique. Lui est aussi reprochée une culture du secret et de l'opacité présente à tous les niveaux du groupe, notamment son refus de publier ses comptes comme la loi l'impose,,,.
Le député de Martinique Johnny Hajjar, rapporteur de la commission d’enquête de l’Assemblée nationale sur la vie chère de 2023, dénonce un « modèle d’économie de comptoir, en place depuis la période de la colonisation ». Il appelle à « légiférer pour obliger les grands groupes à plus de transparence sur leurs marges, mais agir aussi sur le niveau des revenus salariés, par la fiscalité ».  
Assigné au tribunal de commerce de Fort-de-France par quatre lanceurs d'alertes en novembre 2024, le groupe publie, fin janvier 2025, ses résultats pour l'exercice 2024 (voir Activités),.
Le 28 janvier 2025, le ministre des Outre-mer, Manuel Valls, adresse un courrier au directeur général de GBH appelant à « une transformation profonde des économies des territoires ultramarins » et fustigeant notamment les marges arrières pratiquées par le groupe,. En février 2025, le directeur du groupe Stéphane Hayot répond à ces critiques et aborde les engagements de son entreprise face à la vie chère en Martinique. Il affirme que les prix dans les Carrefour ont baissé en moyenne de 9 % depuis le 1er janvier 2025 à la suite de baisses sur les marges des distributeurs et de la suppression de l'octroi de mer par la Collectivité territoriale de Martinique sur 6 000 produits. Il met en avant la transparence du groupe en annonçant le dépôt des comptes consolidés de GBH.
La Haute Autorité pour la transparence de la vie publique ouvre une enquête en 2025 au sujet des activités de lobbying du groupe, le soupçonnant d’avoir omis de déclarer des activités d’influence auprès de ministres et de parlementaires. En effet, selon Transparency International France, « les éléments disponibles semblent indiquer que GBH participe activement à l’élaboration des politiques concernant les territoires ultramarins ». L'ONG pointe également la « proactivité » du groupe et son « lobbying intense ».